# Chrysodeixis oo
Chrysodeixis oo är en fjärilsart som beskrevs av Stoll 1782. Chrysodeixis oo ingår i släktet Chrysodeixis och familjen nattflyn. Inga underarter finns listade i Catalogue of Life.